# リカルド・ピッツィ
リカルド・ピッツィ（Riccardo Pizzi、1934年5月28日 - ）は、イタリアのスタントマン、俳優。リッカルド・ピッツィーティとも表記され、リック・パイパー（Rick Piper）やリチャード・ピッツィーティ（Richard Pizzitti）の変名を用いることもある。

## 人物
当初はペプラムと呼ばれる古代歴史活劇のスタントマンや殆どエキストラに近い端役だった。『荒野の1ドル銀貨』(1965)辺りからマカロニ・ウエスタンにも出演するようになったが、せいぜいが手下のガンマンの端役で、スタントマン稼業が続いた。
少しながらも目立つ存在になり出したきっかけはテレンス・ヒル及びバッド・スペンサー主演の一連のアクション喜劇群で、ギャングの役などの同じ様なものが多かった。トボけた味の悪役として『アマゾネス対ドラゴン』(1974)が目立つようになる。その後も数多くのアクション喜劇に助演した。

## 出演作品
- 『荒野の1ドル銀貨』(1965年）
- 『アマゾネス対ドラゴン』（1974年）
- 『必殺の用心棒』（1966年）
- 『荒野のみな殺し』（1966年）
- 『復讐のジャンゴ岩山の決闘』（1966年、日本未公開）
- 『黄金の三悪人』（1967年）
- 『殴りこみ兄弟』（1967年）
- 『砂塵に血を吐け』（1967年）
- 『星空の用心棒』（1967年）
- 『必殺の二挺拳銃』（1967年）
- 『砂漠の戦場エル・アラメン』（1967年）
- 『テキサス荒野の流れ星』（1967年、日本未公開）
- 『荒野の三悪党』（1968年）
- 『暁のガンマン』（1968年、日本未公開）
- 『荒野の女ガンマン/ガーター・コルト』（1968年、日本未公開）
- 『怒りの用心棒』（1969年、日本未公開）
- 『復讐のガンマン・ジャンゴ』（1969年、日本未公開）
- 『復讐』（1969年、未ソフト化）
- 『皆殺しのガン・ファイター』（1970年、日本未公開）
- 『花と夕日とライフルと…風来坊』（1970年、日本未公開）
- 『ザ・アウトロー/風来坊2』（1971年、日本未公開）
- 『空手アマゾネス』（1973年）
- 『ケオマ/ザ・リベンジャー』（1976年）
- 『ETと警官』（1979年）
- 『ジュリアーノ・ジェンマのウォー・ジャック』（1980年、日本未公開）
- 『笑激のボンゴ!ボンゴ!島』（1981年、日本未公開）
- 『ラッシュ/地獄からの脱出』（1984年、日本未公開）

※中にはクレジットの無い作品も少なくない。
| スタブアイコン | サブスタブ | この項目は、まだ閲覧者の調べものの参照としては役立たない、俳優（男優・女優）に関連した書きかけの項目です。この項目を加筆・訂正などしてくださる協力者を求めています（P:映画/PJ芸能人）。 |